# Institutionenvertrauen
Institutionenvertrauen bestimmt den Grad an Vertrauen, den die Bevölkerung bestimmten Institutionen entgegenbringt. 
Institutionen sind auf Dauer angelegte Einrichtungen zur Regelung, Herstellung oder Durchführung bestimmter Zwecke. Dabei kann es sich um soziale Verhaltensweisen oder Normen (z. B. Ehe, Höflichkeit) handeln, jedoch auch um Einrichtungen (z. B. Parlament, Parteien, Gewerkschaften, Grundgesetz).
Vertrauen ist ein "Mechanismus der Reduktion von sozialer Komplexität" (Niklas Luhmann). Denn das Vertrauen in eine Person oder eine Institution ermöglicht erst, unter Bedingungen der Unsicherheit und der unvollständigen Information zu handeln. Das Fehlen von Vertrauen führt damit zu Stillstand.

## Aussagekraft des Institutionenvertrauens
Je höher das Institutionenvertrauen ist, umso mehr Unterstützung genießt im Allgemeinen die herrschende gesellschaftliche Ordnung. Damit ist Institutionenvertrauen ein Gradmesser für die Stabilität eines politischen Systems. 
Die Angehörigen dieses Systems übertragen die Verantwortung und Kontrolle über Ressourcen,  Handlungen und Ereignisse auf Institutionen. Im Gegenzug erwarten sie die Erfüllung der damit verbundenen Aufgaben. Die Angehörigen einer Gesellschaft messen die Erfüllung dieser Aufgaben an ihren subjektiven Bewertungskategorien. Diese können sein z. B. Ehrlichkeit, Transparenz, Kompetenz, Orientierung am Gemeinwohl. Können die Institutionen die ihnen übertragenen Aufgaben gemessen an den subjektiven Bewertungskategorien nicht erfüllen, sinkt das Vertrauen und es kommt zu Politikverdrossenheit.
Ein hohes Misstrauen gegenüber bestimmten Institutionen ist jedoch nicht gleichzusetzen mit dem Misstrauen gegenüber einer bestimmten Staatsform. So herrscht zwar in Deutschland, Österreich und der Schweiz generell ein negatives Bild gegenüber der Politik vor, dies ist jedoch nicht gleichzusetzen mit einem generellen Misstrauen der Demokratie gegenüber.

## Institutionenvertrauen in Deutschland
In Deutschland zeigt sich bei Umfragen ein Grundvertrauen in die Demokratie. So beträgt die Demokratiezufriedenheit laut der Wahlumfrage 2002 der DVPW etwa 85 %. 
Differenziert nach den einzelnen Institutionen zeigt sich jedoch ein grundsätzliches Misstrauen gegenüber Interessengruppen und Parteien. Ein hohes Vertrauen genießen vor allem die Justiz mit dem Bundesverfassungsgericht an der Spitze sowie Polizei und Bundeswehr. Den politischen Institutionen Bundestag und Bundesregierung wird immerhin ein höheres Vertrauen entgegengebracht als den in diesen Institutionen vertretenen Parteien. Diese werden von einer Bevölkerungsmehrheit als Institutionen eingeschätzt, die lediglich nach Macht und Wählerstimmen streben, sich jedoch nicht um die Ansichten der Wähler kümmern. Aber auch Kirchen, Gewerkschaften und Arbeitgeberverbände werden negativ beurteilt.

### Institutionenvertrauen bei Jugendlichen
Es fällt auf, dass Jugendliche zum einen besonders Institutionen vertrauen, die im Allgemeinen für postmaterialistische Werte (Solidarität, Freiheit etc.) stehen (Rotes Kreuz, Amnesty International, Greenpeace). Zum anderen haben die Polizei, Justiz und Bundeswehr ebenfalls starkes Vertrauen, sie repräsentieren Sicherheit und Ordnung. Ähnlich wie für die Gesamtbevölkerung gilt auch für Jugendliche, dass Institutionen, die mit Parteipolitik in Verbindung gebracht werden, eher geringes Vertrauen entgegengebracht wird. Partizipations-demokratische Institutionen erhalten wenig Vertrauen (Stadt-/Gemeinderat, Bundesregierung oder Parteien). Umgekehrt werden parteiunabhängige Organisationen eher als vertrauenswürdig eingeschätzt. Insgesamt zeigen spezielle Jugenduntersuchungen wie das regelmäßige Jugendsurvey des Deutschen Jugendinstituts keine gravierenden Unterschiede gegenüber dem Institutionenvertrauen der Gesamtbevölkerung.

## Institutionenvertrauen in Österreich
In Österreich identifiziert sich die Bevölkerung überwiegend mit demokratischen Prinzipien. Obwohl die Bevölkerungsmehrheit mit dem Funktionieren der Demokratie weitgehend zufrieden ist, hat nur eine Minderheit ein positives Politikbild. Lediglich Institutionen der Justiz, der Polizei und Behörden wird vertraut. Politikvermittelnden Institutionen wie Parteien, Regierung, Parlament, aber auch Gewerkschaften gegenüber herrscht starkes Misstrauen. Das geringste Vertrauen genießen dabei die politischen Parteien.

## Institutionenvertrauen in der Schweiz
In der Schweiz wird der Regierung ein konstant hohes Misstrauen von über 40 % der Bevölkerung entgegengebracht. Mit der Möglichkeit zur Teilnahme an Volksabstimmungen hat die der Regierung misstrauende Bevölkerung jedoch ein Ventil, diesem Misstrauen Ausdruck zu verleihen.

## Vertrauensvergleich Europäische Union – Staat – Regionalverwaltung
Eine Studie der Europäischen Kommission von 2008/09 verglich das Vertrauen in verschiedene Verwaltungsebenen. Sie zeigt, dass die Deutschen (in Ost- wie Westdeutschland) den Behörden auf lokaler und regionaler Ebene am stärksten vertrauen. Ebenso gilt dies in 8 weiteren von 29 Staaten bzw. Teilstaaten in Nord- und Westeuropa, in denen das Vertrauen in lokale und regionale Behörden stärker ist als jenes in nationale oder europäische Institutionen.
Demgegenüber überwiegt in 17, vor allem neueren EU-Mitgliedstaaten in Süd-, Mittel- und Osteuropa, das Vertrauen in die europäischen Institutionen. Doch auch wenn die lokale/regionale Ebene in manchen Ländern nicht das höchste Vertrauen genießt oder wenn sie eher Misstrauen begegnen, genießen die subnationalen Behörden in nahezu allen EU-Mitgliedstaaten ein stärkeres Vertrauen als die jeweiligen nationalen Regierungen.